# Garypus maldivensis
Garypus maldivensis är en spindeldjursart som beskrevs av Pocock 1904. Garypus maldivensis ingår i släktet Garypus och familjen gammelekklokrypare. Inga underarter finns listade i Catalogue of Life.